# Genovese bűnözőklán
A Genovese bűnözőklán az Amerikai maffia néven elhíresült "öt család" egyike, mely főként a New York-i és New Jersey-i szervezett bűnözésért felelős szervezet. Általában különböző mértékű befolyást tartanak fenn számos New Yorkon kívüli kisebb maffiaklán felett, beleértve a Philadelphia, a Patriarca és a Buffalo bűnözőklánokkal való kapcsolatokat.
A klánt Charles "Lucky" Luciano alapította, és 1931-től 1957-ig Luciano bűnözőklán néven volt ismert, ezután a neve Genovese bűnözőklán lett Vito Genovese maffiafőnök után. Eredetileg a Manhattan nyugati oldalán lévő partot és a Fulton halpiacot irányította, a klánt évekig "a páratlan apa", Vincent "The Chin" Gigante vezette, aki éveken át elmezavart színlelve borotválatlanul csoszogott New York Greenwich Village-ben, szakadt fürdőköpenyben, és összefüggéstelenül motyogott magában, hogy elkerülje a felelősségre vonást.
A Genovese a legrégebbi és a legnagyobb az öt klán közül. A 21. században új pénzkereseti módokat talált, és az ingatlanpiaci válság idején a jelzáloghitel-csalások hullámával kihasználta a bankok laza átvilágítását. Az ügyészek szerint az uzsorások áldozatai lakáshiteleket vettek fel, hogy törleszthessék a maffiabankáraik felé fennálló tartozásaikat. A klán megtalálta a módját, hogy az új technológiát felhasználva fejlessze az illegális szerencsejátékot, az ügyfelek offshore oldalakon keresztül, az interneten keresztül kötöttek fogadásokat.
Bár a klán vezetése Gigante 2005-ös halála után bizonytalannak tűnt, úgy tűnik, hogy ők a legszervezettebb és legerősebb klán az Egyesült Államokban, és a források szerint Liborio "Barney" Bellomo a szervezet jelenlegi főnöke. A mai maffiában egyedülálló módon a klán nagy hasznát vette annak, hogy tagjai követték az "Omertà"-t, a titoktartást és a bűnüldözéssel, valamint az igazságszolgáltatással való együttműködés mellőzését hangsúlyozó magatartási kódexet. Míg az 1980-as évek óta az ország számos maffiózója tett tanúvallomást saját klánja ellen, addig a Genovese klán története során mindössze tíz tagja vált a hatóságok informátorává.

## Története

### A klán eredete

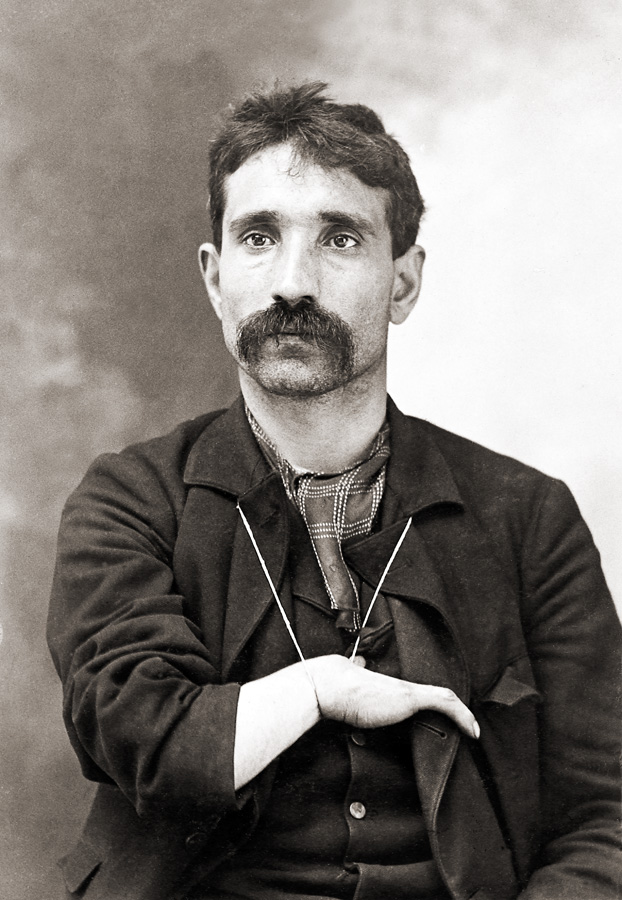
Giuseppe Morello

A Genovese bűnözőklán a kelet-harlemi Morello bandából, az első New York-i maffiaklánból származik.  1892-ben Giuseppe Morello a szicíliai Corleone faluból érkezett New Yorkba. Morello féltestvérei, Nicholas, Vincenzo, Ciro és a klán többi tagja a következő évben csatlakozott hozzá ezután a Morello testvérek megalakították a 107. utcai maffiát, és elkezdték uralni Kelet-Harlem olasz negyedét, Manhattan egyes részeit és Bronxot.
Giuseppe Morello egyik legerősebb szövetségese Ignazio "The Wolf" Lupo volt, egy maffiózó, aki a manhattani Little Italyt irányította. Lupo 1903-ban feleségül vette Morello féltestvérét, egyesítve ezzel a két szervezetet. A Morello–Lupo-szövetség 1903-ban tovább virágzott, amikor a csoport a nagy hatalmú szicíliai maffiózóval, Vito Cascioferróval közösen nagyszabású pénzhamisítási hálózatba kezdett és 5 dolláros bankjegyeket nyomtatott Szicíliában, ezután azokat az Egyesült Államokba csempészte. 1903-ban Joseph Petrosino New York-i rendőrnyomozó nyomozni kezdett a Morello klán pénzhamisítási művelete, a hordós gyilkosságok és a fekete kéz zsarolólevelei után. 1909. november 15-én Morellót, Lupót és másokat letartóztattak pénzhamisítás vádjával. 1910 februárjában Morellót és Lupót huszonöt, illetve harminc év börtönre ítélték. 1910-ben a Lomonte testvérek, Morello unokatestvérei 1915-ig vezették Kelet-Harlemet. Fortunato Lomonte-t 1914-ben lelőtték a 108. utcában. Tomasso Lomontét és unokatestvérét, Rose Lomontét 1915-ben lőtték le a 116. utcában.

### A Maffia-Camorra háború
Ahogy a Morello család hatalma és befolyása nőtt, véres területi konfliktusok alakultak ki más New York-i olasz bandákkal. A Morellók szövetségre léptek Giosue Galluccival, egy prominens kelet-harlemi üzletemberrel és helyi politikai kapcsolatokkal rendelkező Camorristával. 1915. május 17-én Galluccit meggyilkolták a Morellók és a nápolyi Camorra szervezet közötti hatalmi harcban, amely két brooklyni bandából állt, amelyeket Pellegrino Morano és Alessandro Vollero vezetett. A Gallucci zsákmányaiért folytatott harc Maffia-Camorra háború néven vált ismertté. Hónapokig tartó harcok után Morano fegyverszünetet ajánlott. Találkozót szerveztek egy Navy Street-i kávézóban, amely Vollero tulajdonában volt. 1916. szeptember 7-én Nicholas Morellót és testőrét, Charles Ubriacót a Camorra-banda öt tagja rajtaütötte és érkezésükkor megölte őket. 1917-ben Moranót vádolták meg Morello meggyilkolásával, miután Ralph Daniello Camorra tag belekeverte őt a gyilkosságba. 1918-ra a bűnüldözésnek számos Camorra-tagot sikerült börtönbe zárni, ami megtizedelte a Camorrát New Yorkban és véget vetett a háborúnak. A megmaradt Camorra-tagok közül sokan csatlakoztak a Morello klánhoz. A Morellóknak most a Camorránál erősebb riválisokkal kellett szembenézniük. A szesztilalom 1920-as bevezetésével és az alkoholárusítás betiltásával a klán újjászerveződött, és Manhattanben jövedelmező szeszcsempészetet épített ki. 1920-ban mind Morello, mind Lupo kiszabadult a börtönből, és a brooklyni maffiafőnök, Salvatore D'Aquila elrendelte a meggyilkolásukat. Ekkor Giuseppe "Joe The Boss" Masseria és Rocco Valenti, a korábbi brooklyni Camorra tag, harcolni kezdett a Morello klán irányításáért. 1920. december 29-én Masseria emberei meggyilkolták Valenti szövetségesét, Salvatore Maurót. Majd 1922. május 8-án Valenti bandája meggyilkolta Vincenzo Terranovát. Masseria bandája megtorlásképpen megölte a Morello tag Silva Tagliagamba-t. 1922. augusztus 11-én Masseria emberei megölték Valentit, és ezzel véget vetettek a konfliktusnak. Masseria győzött, és átvette a Morello klán irányítását.

### A Castellammarese korszak

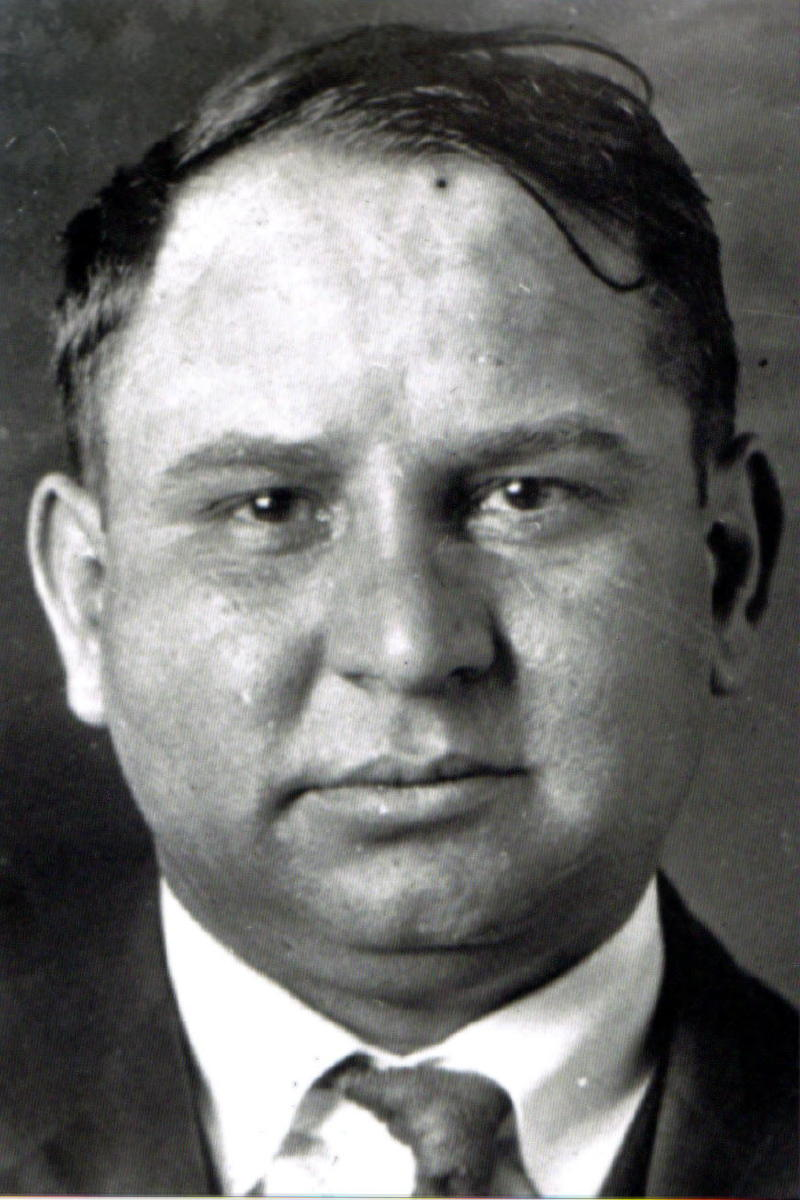
Joe Masseria

Az 1920-as évek közepén Masseria folytatta a szeszcsempészést, a zsarolást, az uzsorakölcsönöket és az illegális szerencsejátékokat New York-szerte. Ezen üzletek működtetéséhez és védelméhez számos ambiciózus fiatal maffiózót toborzott, köztük a későbbi nehézfiúkat, Charles "Lucky" Lucianót, Frank Costellót, Joseph "Joey A" Adonist, Vito Genovesét és Albert Anastasiát. Luciano hamarosan Masseria szervezetének egyik legfőbb segítője lett. Az 1920-as évek végére Masseria fő riválisa Salvatore Maranzano főnök lett, aki Szicíliából érkezett, hogy a Castellammarese klánt irányítsa. Rivalizálásuk végül a véres castellammarese háborúba torkollott. Amikor a háború Masseria ellen fordult, Luciano, látva a lehetőséget a hűségváltásra, 1931-ben úgy döntött, hogy likvidálja őt. Egy Maranzanóval kötött titkos alku keretében Luciano beleegyezett, hogy megöleti Masseriát, cserébe azért, hogy átveszi az zsákmányát, és Maranzano második embere lesz. Adonis csatlakozott a Masseria-csoporthoz, és amikor Masseria értesült Luciano árulásáról, megkereste Adonist, hogy megölné Lucianót. Adonis azonban ehelyett figyelmeztette Lucianót a gyilkossági tervre.
Masseriát 1931. április 15-én a Nuova Villa Tammaróban, egy Coney Island-i étteremben gyilkolták meg. Miközben kártyáztak, Luciano kiment a mosdóba, a fegyveresek pedig Anastasia, Genovese, Adonis és Benjamin "Bugsy" Siegel voltak;  Ciro "The Artichoke King" Terranova vezette a menekülő autót, de a legenda szerint túlságosan megrázta az eset ahhoz, hogy elinduljon, és Siegelnek kellett kilöknie a vezetőülésből. Maranzano áldásával Luciano a helyi vezére lett, és átvette Masseria bandáját, ezzel véget vetve a castellammaresei háborúnak.
Masseria távozásával Maranzano átszervezte a New York-i olasz-amerikai bandákat Öt klánba, amelynek élén Luciano, Joe Profaci, Tommy Gagliano, Vincent Mangano és ő maga állt. Maranzano összehívta a New York állambeli Wappingers Fallsban a bűnözői főnököket egy találkozóra, ahol capo di tutti capinak ("minden főnök főnöke") nyilvánította magát, és a rivális klánok zsákmányát is leépítette a sajátja javára. Luciano látszólag elfogadta ezeket a változásokat, de csak az időt várta, mielőtt eltávolítja Maranzanót. Bár Maranzano valamivel előremutatóbb volt, mint Masseria, Luciano úgy vélte, hogy még hataloméhesebb és rejtőzködőbb, mint Masseria volt.
1931 szeptemberére Maranzano rájött, hogy Luciano fenyegetést jelent, és felbérelte Vincent "Mad Dog" Collt, egy ír gengsztert, hogy ölje meg őt. 1931-ben azonban Tommy Lucchese figyelmeztette Lucianót, hogy veszélyben van az élete és minden áron a halálát akarják. 1931. szeptember 10-én Maranzano felszólította Lucianót, Genovesét és Costellót, hogy menjenek az irodájába a Manhattan-i Park Avenue 230-ba. Meggyőződve arról, hogy Maranzano meg akarja őket gyilkolni, Luciano úgy döntött, hogy megelőző lépéseket tesz. Négy zsidó gengsztert küldött Maranzano irodájába, akiket Siegel és Meyer Lansky segítségével toborzott, és akiknek az arcát Maranzano emberei nem ismerték. A gengszterek közül kettő kormányügynöknek álcázva lefegyverezte Maranzano testőreit. A másik kettő Lucchese segítségével többször megszúrta Maranzanót, mielőtt lelőtte volna. Ez a merénylet volt az első abból, amit később "A szicíliai vecsernyék éjszakája" néven emlegettek.

### Luciano és a Bizottság

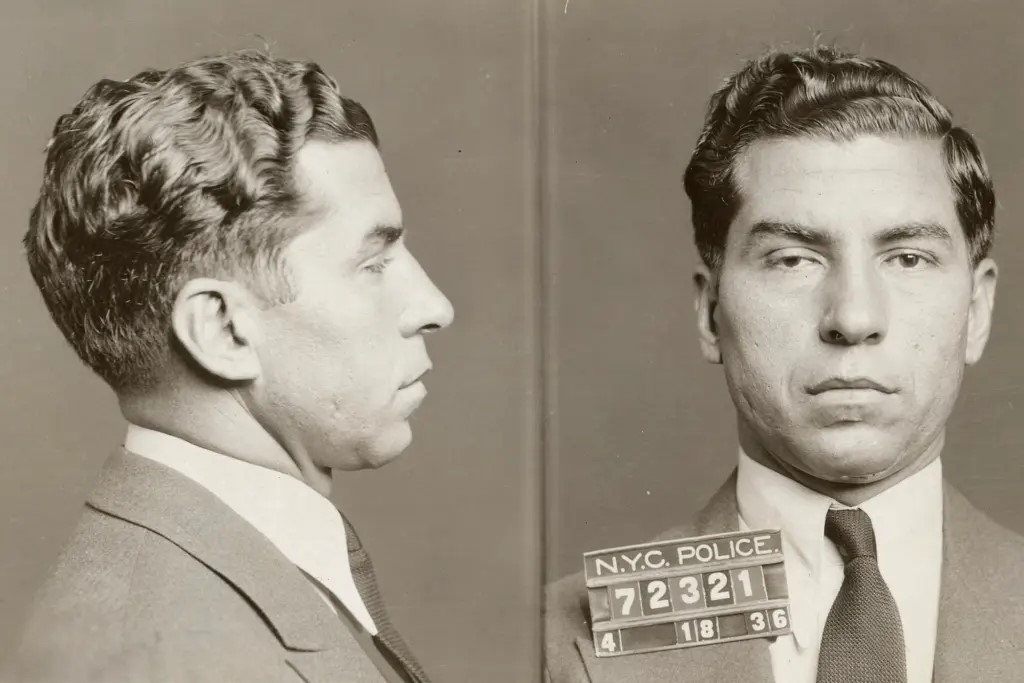
"Lucky" Luciano körözési fotója

Maranzano meggyilkolása után Luciano Chicagóban összehívott egy találkozót a különböző főnökökkel, ahol egy Bizottságot javasolt, amely a szervezett bűnözés irányító testületeként szolgálna. A Bizottságot, amelyet arra terveztek, hogy minden vitát rendezzen, és eldöntse, melyik klán melyik területet ellenőrzi, Luciano legnagyobb újításának nevezték. Luciano céljai a Bizottsággal az volt, hogy csendben megőrizze saját hatalmát az összes klán felett, és hogy megakadályozza a jövőbeli bandaháborúkat; a főnökök jóváhagyták a Bizottság ötletét.
A Bizottság első próbatételére 1935-ben került sor, amikor felszólították Dutch Schultzot, hogy hagyjon fel Thomas E. Dewey különleges ügyész meggyilkolására irányuló tervével. Luciano azzal érvelt, hogy Dewey meggyilkolása tömeges bűnüldözési akciót indítana el. A feldühödött Schultz megfogadta, hogy mindenképpen megöli Dewey-t, és kisétált a megbeszélésről. Anastasia, aki ekkor már a Murder, Inc. vezetője volt, azzal az információval kereste meg Lucianót, hogy Schultz megkérte, hogy figyelje meg Dewey lakóházát az Ötödik sugárúton. A hír hallatán a Bizottság diszkrét ülést tartott, hogy megvitassák az ügyet. Hatórás tanácskozás után a Bizottság utasította Lepke Buchaltert, hogy likvidálja Schultzot. 1935. október 23-án mielőtt megölhette volna Dewey-t, Schultzot meglőtték egy kocsmában Newarkban, New Jersey-ben, és másnap belehalt sérüléseibe.
1936. május 13-án kezdődött Luciano kerítőperének tárgyalása. Dewey vádat emelt az ügyben, amelyet Eunice Carter épített fel Luciano ellen, azzal vádolva őt, hogy részese volt egy hatalmas prostitúciós hálózatnak, amelyet "a kombináció" néven ismertek. A tárgyalás során Dewey közvetlen vallatással és a telefonhívásokról készült feljegyzésekkel leplezte le, hogy Luciano hazudott a tanúk padján; Lucianónak arra sem volt magyarázata, hogy a szövetségi jövedelemadó-nyilvántartása szerint miért csak 22 000 dollárt keresett évente, miközben nyilvánvalóan gazdag ember volt. 1936. június 7-én Lucianót 62 rendbeli kényszerprostitúció miatt ítélték el. 1936. június 18-án David Betillóval és másokkal együtt harminc és ötven év közötti börtönbüntetésre ítélték.
Luciano továbbra is a börtönből irányította klánját, utasításait Genovese, a megbízott főnöke közvetítette. Genovese azonban 1937-ben Nápolyba menekült, hogy elkerülje a New Yorkban gyilkosság miatt küszöbön álló vádemelését. 1937-ben Luciano Costellót, a (tanácsost) consigliere-t nevezte ki új megbízott főnöknek és érdekeltségei felügyelőjének.
A második világháború alatt szövetségi ügynökök segítséget kértek Lucianótól a New York-i parton elkövetett ellenséges szabotázsakciók és egyéb tevékenységek megakadályozásában. Luciano beleegyezett a segítségbe, de valójában jelentéktelen segítséget nyújtott a szövetségeseknek. A háború befejezése után a Lucianóval kötött megállapodás nyilvánosságra került. A további kellemetlenségek elkerülése érdekében a kormány beleegyezett Luciano kitoloncolásába azzal a feltétellel, hogy soha nem tér vissza az Egyesült Államokba. 1946-ban Lucianót kihozták a börtönből és Olaszországba deportálták, ahol 1962-ben meghalt.

### A miniszterelnök

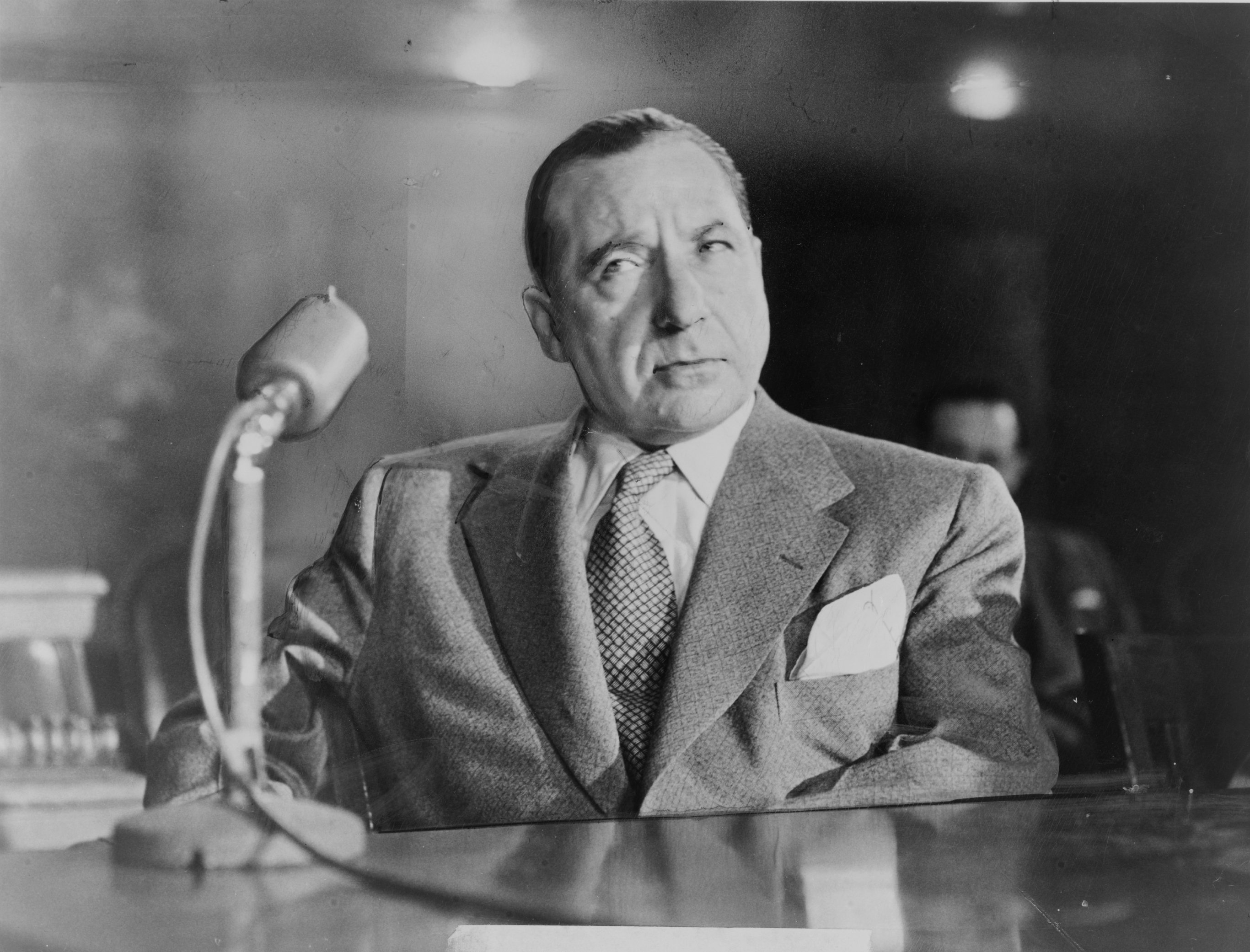
Frank Costello a Kefauver meghallgatáson

1950 májusától 1951 májusáig az amerikai szenátus nagyszabású vizsgálatot folytatott a szervezett bűnözéssel kapcsolatban, amelyet általában Kefauver-meghallgatások néven ismertek, és amelynek elnöke Estes Kefauver Tennessee szenátora volt. Costellót megvádolták a szenátus megsértésével és tizennyolc hónap börtönbüntetésre ítélték. Kefauver arra a következtetésre jutott, hogy Carmine DeSapio New York-i politikus segítette Costello tevékenységét, és hogy Costello befolyást szerzett a Tammany Hall politikai csoportjának döntéseire. DeSapio elismerte, hogy többször találkozott Costellóval, de ragaszkodott ahhoz, hogy "politikáról soha nem esett szó".
1952-ben a szövetségi kormány eljárást indított Costello amerikai állampolgárságának megvonására, és vádat emeltek ellene, mert 1946 és 1949 között 73 417 dollárnyi jövedelemadót csalt el. Öt év börtönbüntetésre ítélték és 20 000 dollár pénzbírságot szabtak ki rá. 1954-ben Costello fellebbezett az ítélet ellen, és 50 000 dollár óvadék ellenében szabadon engedték. 1952 és 1961 között fél tucat szövetségi és helyi börtönben megfordult, a fogva tartását megszakították azok az időszakok, amikor óvadék ellenében szabadlábon volt, amíg a fellebbezéseit elbírálták.

### Genovese visszatérése
Costello húsz békés évig uralkodott, de nyugodt uralma véget ért, amikor Genovesét kiadták Olaszországból New Yorknak. Távolléte alatt Costello Genovesét főnökhelyettesből helyi vezérrézé fokozta le, így Genovese elhatározta, hogy átveszi az irányítást a klán felett. Nem sokkal az Egyesült Államokba érkezése után Genovesét felmentették az 1936-os gyilkossági vád alól, ami miatt száműzetésbe kényszerült. A jogi összefonódásoktól megszabadulva a Mangano klán főnökhelyettese, Carlo Gambino segítségével elkezdett összeesküvéseket szőni Costello ellen.
1957. május 2-án a Luciano maffiózó Vincent "The Chin" Gigante egy nyilvános utcán oldalba lőtte Costellót, azonban túlélte a támadást. Hónapokkal később Anastasiát, a Mangano klán főnökét és Costello befolyásos szövetségesét Gambino fegyveresei meggyilkolták a manhattani Park Central Hotelben. Anastasia halálával Carlo Gambino átvette az irányítást a Mangano klán felett. Az életét féltve és a lövöldözés után elszigetelve Costello csendben visszavonult, és átadta a Luciano klán irányítását Genovesének.

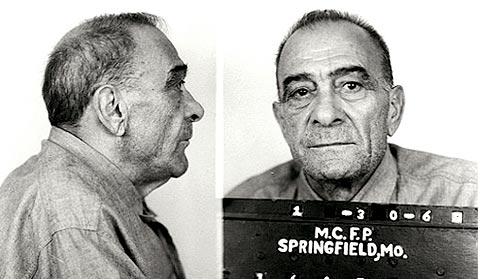
Vito Genovese körözési fotója

Miután 1957-ben átvette az irányítást a Genovese bűnözőklán nevet viselő szervezet felett, Genovese úgy döntött, hogy maffiakonferenciát szervez, hogy legitimálja új pozícióját. A New York-i Apalachinban, Joseph "Joe the Barber" Barbara maffiózó birtokán tartott találkozóra több mint 100 maffiózó érkezett az ország minden részéből. A helyi rendfenntartó erők azonban rábukkantak a találkozóra, és gyorsan körülzárták a birtokot. Amikor a találkozó feloszlott, a rendőrség egy útlezárásnál megállított egy Russell Bufalino által vezetett autót, amelynek utasai között Genovese és három másik férfi volt, amint elhagyták a birtokot. A maffia vezetőit bosszantotta az apalachini találkozó nyilvánosságra kerülése és a rossz hírverés, és általában Genovesét okolták a fiaskóért. Az összes elfogott személyt fejenként 10 000 dollárig terjedő pénzbírságra ítélték, és háromtól öt évig terjedő börtönbüntetést kaptak, de 1960-ban az összes ítéletet hatályon kívül helyezték a fellebbezés során.
Gambino attól tartva, hogy Genovese nagyobb hatalomra tesz szert a Bizottságban, az apalachini találkozót ürügyként használta fel, hogy fellépjen egykori szövetségese ellen. Gambino, Luciano, Costello és Lucchese állítólag egy kábítószer-kereskedési tervbe csábította Genovesét, ami végül összeesküvés vádjával és elítélésével végződött. 1959-ben Genovese-t tizenöt év börtönbüntetésre ítélték kábítószerrel kapcsolatos vádak miatt. A New York leghatalmasabb főnökének számító Genovesét Gambino gyakorlatilag kiiktatta a riválisai közül.

### AValachi-meghallgatás
A Genovese-katonát, Joe Valachit 1959-ben kábítószerrel kapcsolatos bűncselekmények miatt tizenöt év börtönbüntetésre ítélték. Valachi motivációi, hogy hatósági informátorrá váljon, némi vita tárgyát képezték; Valachi azt állította, hogy önkéntesen tanúskodik, és hogy leleplezzen egy befolyásos bűnszervezetet, amelyet az életének tönkretételével vádolt, de lehetséges, hogy kormányzati védelmet remélt egy vádalku részeként, amelyben egy 1962-es gyilkosságért halálbüntetés helyett életfogytiglani börtönbüntetésre ítélték.
Miközben Valachi a heroincsempészetért kiszabott büntetését töltötte, attól kezdett tartani, hogy Genovese, aki ugyanezen vádpont miatt szintén büntetését töltötte, elrendelte a meggyilkolását. 1962. június 22-én Valachi egy építkezés mellett hagyott csővel agyonvert egy rabot, akit összetévesztett Joseph DiPalermóval, egy maffiataggal, akiről azt hitte, hogy a maffia megbízta azzal, hogy megölje őt. Az FBI ügynökeivel eltöltött idő után Valachi előállt azzal a történettel, hogy Genovese arcon csókolta őt, amit ő "halálos csóknak" tekintett. Valachi haláláért 100 000 dolláros vérdíjat tűzött ki Genovese.
Nem sokkal később Valachi úgy döntött, hogy együttműködik az amerikai igazságügyi minisztériummal. 1963 októberében tanúvallomást tett John L. McClellan arkansasi szenátor előtt az amerikai szenátus kormányzati műveletekkel foglalkozó bizottságának állandó vizsgáló albizottsága előtt, a Valachi meghallgatások néven, és kijelentette, hogy az olasz-amerikai maffia valóban létezik, ez volt az első alkalom, hogy a Maffia egy tagja nyilvánosan elismerte a létezését. Valachi tanúvallomása volt az omertà első súlyos megsértése, véresküjének megszegése. Neki tulajdonítják a cosa nostra kifejezés népszerűsítését.
Bár Valachi felfedései soha nem vezettek közvetlenül egyetlen maffiavezérek vád alá helyezéséhez, számos részletet közölt a maffia történetéről, működéséről és rituáléiról; segített számos megoldatlan gyilkosság felderítésében; és megnevezte számos tagját és a főbb bűnözői klánokat. A per Valachi televíziós vallomása révén a világ elé tárta az amerikai szervezett bűnözést.

### Az első főnökök és a Döntőbizottság
Miután Genovese 1959-ben börtönbe került, a klán vezetősége titokban létrehozta az "Döntőbizottságot", hogy távollétében irányítsa a klánt. Ebbe az első testületbe tartozott Thomas "Tommy Ryan" Eboli, a megbízott főnök, Gerardo "Jerry" Catena és Catena pártfogoltja, Philip "Benny Squint" Lombardo. Miután Genovese 1969-ben meghalt, Lombardo lett az utódja. A klán azonban egy sor "fedőfőnököt" nevezett ki, akik a hivatalos klánfőnek álcázták magukat. Ezeknek a megtévesztéseknek az volt a célja, hogy megvédjék Lombardót azáltal, hogy összezavarják a bűnüldöző szerveket azzal kapcsolatban, hogy ki a klán valódi vezetője. Az 1960-as évek végén Gambino 4 millió dollárt adott kölcsön Ebolinak egy kábítószer-tervhez, amellyel megpróbálta megszerezni az irányítást a Genovese klán felett. Amikor Eboli nem fizette vissza az adósságát, Gambino a Bizottság jóváhagyásával 1972-ben meggyilkolta őt.
Eboli halála után a Genovese helyi vezér és Gambino szövetségese, Frank "Funzi" Tieri lett az új elöljáró főnök. A valóságban a Genovese klán egy új vezető testületet hozott létre a szervezet irányítására. Ez a második testület Catenából, Lombardóból és Michele "Big Mike" Mirandából állt. 1981-ben Tieri lett az első maffiafőnök, akit az új RICO-törvény alapján elítéltek, és még abban az évben meghalt a börtönben. 1981-ben Tieri bebörtönzése után a klán átrendezte a vezetőséget. A manhattani csoport helyi vezére, Anthony "Fat Tony" Salerno lett az új elöljáró főnök. Lombardo, a klán de facto főnöke hamarosan visszavonult, és Gigante, a sikertelen Costello-merénylet kiváltója vette át a klán tényleges irányítását.
1985-ben Salernót bűnösnek találták a maffia bizottsági perben, és 100 év börtönbüntetésre ítélték. 1986-ban, nem sokkal Salerno elítélése után, régi jobbkeze, Vincent "The Fish" Cafaro informátorrá vált, és elmondta az FBI-nak, hogy Salerno cdak az igazi főnök Gigante fedőfőnöke volt. Cafaro azt is elárulta, hogy a Genovese klán 1969 óta alkalmazta ezt a fajta megtévesztő cselt a hatóságok félrevezetése érdekében.
Angelo "Gentle Don" Bruno philadelphiai főnök 1980-as meggyilkolása után Gigante és Lombardo manipulálni kezdte a háborúban álló philadelphiai klán rivális csoportjait. Végül támogatásukról biztosították a philadelphiai maffiózót, Nicodemo "Little Nicky" Scarfót, aki cserébe 1982-ben engedélyt adott a Genovese maffiózóknak, hogy Atlantic Cityben tevékenykedhessenek.

### A "páratlan apa"

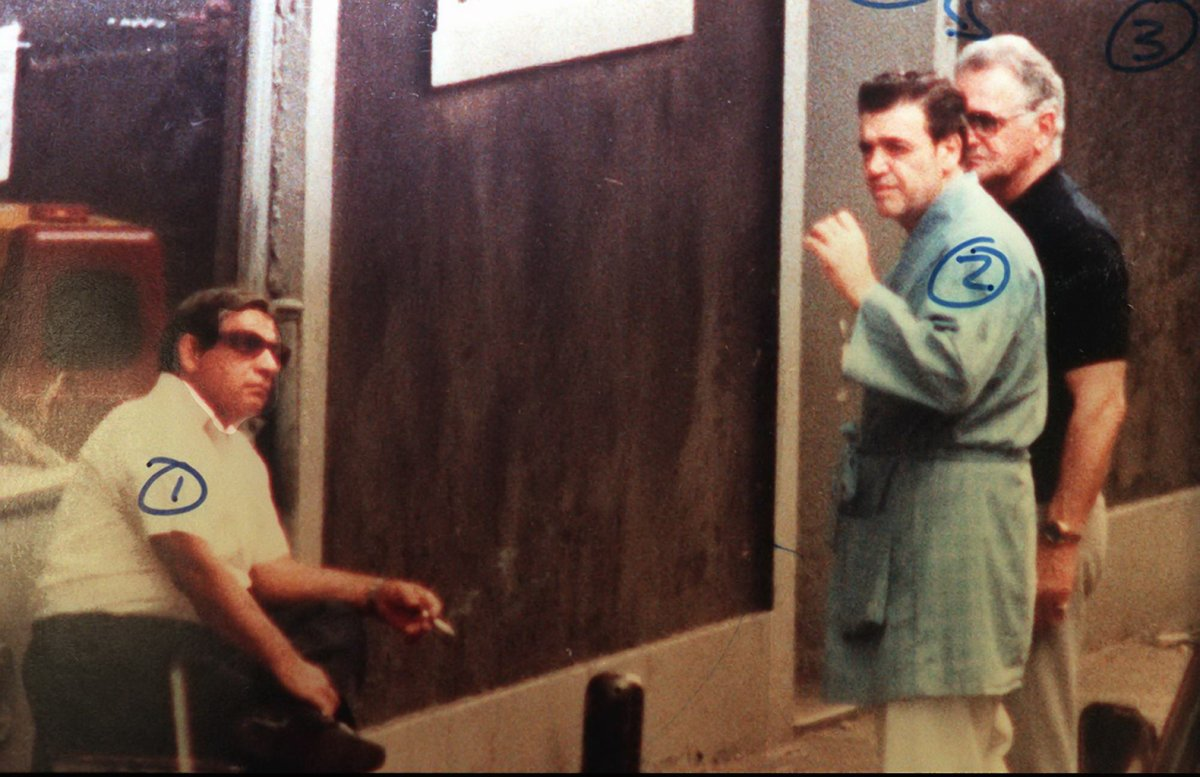
FBI fotó Vincent Gigante-ről a köntösében

Gigante hatalmas hálózatot épített ki a bukmékeri és uzsorás körökből, valamint a szemétszállító, szállítmányozó, kamionos és építőipari cégek zsarolásából, amelyek a munkabékét vagy az ácsok, a Teamsters és a munkások szakszervezeteitől – köztük a Javits Centerben dolgozóktól – származó szerződéseket akarták megszerezni, valamint a Fulton Fish Market kereskedőitől származó védelmi kenőpénzekből. Gigante a Little Italy-i San Gennaro Fesztiválon is befolyással bírt, illegális szerencsejátékokat működtetett, pénzt zsarolt ki az árusoktól, és több ezer dollárt tett zsebre a környékbeli egyháznak adományozott összegekből – egészen addig, amíg 1995-ben New York város tisztviselői le nem csaptak rá. Gigante Genovese klánfőnöki megbízatása alatt, John Gotti 1992-es bebörtönzése után Gigante a "capo di tutti capi", "Minden főnökök főnöke" jelzővel vált ismertté, annak ellenére, hogy a pozíciót 1931 óta Salvatore Maranzano meggyilkolásával eltörölték.
Gigante visszahúzódó volt, és szinte lehetetlen volt lehallgatni, halkan beszélt, kerülte a telefont, sőt időnként még a kagylóba is fütyült. Szinte soha nem hagyta üresen a lakását, mert tudta, hogy az FBI ügynökei besurranhatnak és poloskát helyezhetnek el ott. A Genovese-tagok nem említhették Gigante nevét beszélgetésekben vagy telefonhívásokban; ha mégis meg kellett említeniük őt, a tagok az állukra mutattak, vagy az ujjukkal "C" betűt formáztak.
1990. május 30-án Gigante ellen vádat emeltek az Öt klán négy másik tagjával együtt, mert összeesküvést szőttek, hogy ajánlatokat manipuláltak és kenőpénzt zsaroltak ki vállalkozóktól a New York-i Lakásügyi Hatósággal kötött több millió dolláros szerződésekben, amelyekben ablakokat szereltek be. Gigante pizsamában és fürdőköpenyben jelent meg a vádemelésen, és mivel a védője azt állította, hogy szellemileg és fizikailag sérült, hét éven át jogi csatározások folytak a tárgyalásra való alkalmasságáról. 1993 júniusában Gigante ellen ismét vádat emeltek, hat maffiózó meggyilkolásának jóváhagyásával és három másik, köztük Gotti megölésére irányuló összeesküvéssel vádolták. Az 1996 márciusában tartott beszámíthatósági meghallgatásokon Sammy "The Bull" Gravano, a Gambino klán egykori főnökhelyettese, aki 1991-ben hatósági informátor lett, és Alphonse "Little Al" D'Arco, a Lucchese klán egykori megbízott főnöke azt vallotta, hogy Gigante a legmagasabb szintű maffiatalálkozókon épelméjű volt, és azt mondta más gengsztereknek, hogy excentrikus viselkedése csak színlelés. Gigante ügyvédei tanúvallomásokat és pszichiáterek jelentéseit mutatták be, amelyek szerint 1969 és 1995 között Gigante huszonnyolc alkalommal volt kórházban, ahol hallucinációk miatt kezelték, és hogy "organikus agykárosodásban gyökerező demenciában" szenvedett.
1996 augusztusában Eugene Nickerson bíró, az Egyesült Államok New York keleti kerületének kerületi bírósága úgy döntött, hogy Gigante mentálisan alkalmas a tárgyalásra; ártatlannak vallotta magát, és évek óta szabadlábon volt 1 millió dolláros óvadék ellenében. 1996 decemberében Gigante szívműtéten esett át. A bírósági eljárás során a bíró megkérdezte, hogy Gigante nem volt-e bűnös. 1997. június 25-én kezdődött Gigante tárgyalása, amelyen kerekesszékben vett részt. 1997. július 25-én, közel háromnapos tanácskozás után az esküdtszék elítélte Gigantét más maffiózók meggyilkolására irányuló összeesküvésben való részvételért, valamint a Genovese klán fejeként folytatott zsarolásért. Az ügyészek azt állították, hogy az ítélet végleg megállapította, hogy Gigante nem volt elmebeteg, ahogy azt az ügyvédei és rokonai sokáig állították. 1997. december 18-án Gigantét tizenkét év börtönre és 1,25 millió dollár pénzbüntetésre ítélte Jack B. Weinstein bíró, aki Gigante "kora és gyengesége" miatt enyhébb ítéletet hozott, és kijelentette, hogy Gigante "...a hanyatló éveiben, az évtizedekig tartó kegyetlen bűnözői zsarnokság után végre sikerült őt megfékezni". A börtönben Gigante megtartotta főnöki szerepét a Genovese klánban, miközben más maffiózókra bízták a napi tevékenységek irányítását; Gigante a börtönben őt gyakran látogató fián, Andrew-n keresztül továbbította a klánnak az utasításokat.
2002. január 23-án Gigante ellen több más maffiózóval, köztük Andrew-val együtt vádat emeltek az igazságszolgáltatás akadályozása miatt, amiért az elmebetegség színlelésével hétéves késedelmet okozott az előző tárgyalásán. Néhány nappal később Andrew-t 2,5 millió dolláros óvadék ellenében szabadon engedték. 2003. április 7-én, a tárgyalás kezdetének napján Roslynn R. Mauskopf ügyész azt tervezte, hogy olyan felvételeket játszik le, amelyeken Gigante "teljesen összefüggő, óvatos és intelligens", a börtönből műveleteket irányít, de amikor Gigante bűnösnek vallotta magát az igazságszolgáltatás akadályozásában, a bíró I. Leo Glasser további három év börtönbüntetésre ítélte. Mauskopf kijelentette: "A cselszövésnek vége... Vincent Gigante ravasz csaló volt, és mi, a bűnüldözésben dolgozók mindig is tudtuk, hogy ez egy színjáték... A színjáték évtizedekig tartott, de ma vége van." 2003. július 25-én Andrew Gigantét zsarolás  miatt két év börtönbüntetésre és 2,5 millió dollár pénzbüntetésre ítélték.
Gigante 2005. december 19-én halt meg a Missouri állambeli Springfieldben, a Szövetségi Foglyok Orvosi Központjában. Temetésére és temetésére négy nappal később, december 23-án került sor a Greenwich Village-i Páduai Szent Antal templomban, nagyrészt névtelenül.

### Jelenlegi helyzet és vezetés
Gigante halála után a Genovese klán vezetése Daniel "Danny, the Lion" Leo helyi vezér kezébe került, aki 2006-ra nyilvánvalóan már a klán mindennapi tevékenységét irányította. Cirillót állítólag még ugyanebben az évben a rácsok mögött a klán tanácsosának léptették elő, Manganót pedig kiengedték a börtönből. 2008-ra a kláni adminisztráció vélhetően ismét teljes volt. 2008 márciusában Leót öt év börtönre ítélték uzsorakamatok és zsarolás miatt. A korábbi megbízott tanácsos, Lawrence "Little Larry" Dentico vezette a klán New Jersey-i csoportját, amíg 2006-ban el nem ítélték zsarolásért; 2009-ben szabadult a börtönből. Liborio Bellomo 2008 decemberében tizenkét év letöltése után feltételesen szabadlábra helyezték.
A New York Post 2009. márciusi cikke azt állította, hogy Leo a bebörtönzése ellenére is főnökként tevékenykedik. Becslések szerint a Genovese klán körülbelül 270 "csinált" tagból áll. A klán hatalmat és befolyást tart fenn New Yorkban, New Jerseyben, Atlantic Cityben és Floridában. Az Egyesült Államok legerősebb maffiaklánjaként tartják számon, amit a folyamatos titkolózás iránti elkötelezettségüknek köszönhetnek. Az FBI szerint a Genovese klán sok tagja nem ismeri a klán vezetőinek vagy akár más társainak nevét, ami megnehezíti a nyomozók számára, hogy információkat gyűjtsenek a klán jelenlegi helyzetéről.
2016-ban Eugene "Rooster" Onofriót, akiről úgy vélik, hogy nagyrészt Little Italyban és Connecticutban tevékenykedő helyi vezér volt, azzal vádolták, hogy egy nagy, több millió dolláros vállalkozást tartott fenn, amely bukmékerirodákat működtetett, orvosi vállalkozásokat vert át, valamint cigarettát és fegyvereket csempészett. Állítólag egy uzsorakamat-műveletet is működtetett Floridától Massachusettsig. Állítólagos bandájának más tagjai is bűnösnek vallották magukat zsarolásban és más bűncselekményekben. Gerald Daniele-t, egyik társát 2018 márciusában két év börtönbüntetésre ítélték. 2018. április 10-én Ralph Santaniellót, akit azzal gyanúsítottak, hogy Genovese egyik helyi vezére volt, öt év börtönbüntetésre ítélték, amiért 20 000 dollárt zsarolt Craig Moreltől, Massachusetts egyik legnagyobb vontató- és roncstelepének tulajdonosától, többek között életveszélyesen megfenyegette és bántalmazta őt. Morelnek sikerült a zsarolási árat 100 000 dollárról 20 000 dollárra alkudnia. Társa, Giovanni "Johnny" Calabrese 3 év börtönbüntetést kapott.
2017 októberében tizenhárom Genovese- és Gambino-társat és katonát ítéltek el, miután a rendőrség 2016 decemberében egy New York-i akciót követően vádat emeltek ellenük. A "Cápacsali" elnevezésű nyomozás egy nagyszabású illegális szerencsejáték- és uzsoráshálózatra összpontosult. Az ügyészek azt állították, hogy a 76 éves Genovese-katona, Salvatore DeMeo vezette a műveletet, és több millió dollárt termelt a vállalkozásból. Alex Conigliaro katonát 2017 októberének végén négy hónap börtönbüntetésre és négy hónap házi őrizetre ítélték 5000 dolláros pénzbírsággal, miután beismerte, hogy 2011 és 2014 között heti 14 000 dolláros illegális bukmékeri és sportfogadási műveletet felügyelt és finanszírozott. A Genovese társai, Gennaro Geritano és Mario Leonardi állítólag társak voltak az adózatlan cigaretta New York-i értékesítésében, állítólag több mint 30 000 doboz cigarettát adtak el.
Az FBI szerint a Genovese klánnak Gigante halála óta nincs hivatalos főnöke. A bűnüldöző szervek Leo-t tekintik a megbízott főnöknek, Mangano-t a főnökhelyettesnek, Cirillo-t pedig a tanácsosnak. A klán arról ismert, hogy a helyi vezéreket vezetői pozíciókba helyezi, hogy segítsék az adminisztrációt a napi tevékenységek irányításában. Jelenleg Bellomo, Muscarella, Cirillo és Dentico helyi vezér rendelkeznek a legnagyobb befolyással a klánon belül, és fontos szerepet játszanak az adminisztrációban. A manhattani és a bronxi csoport, a klán hagyományos erői ma is gyakorolják ezt az irányítást.
2018. január 10-én öt tagot és társukat, köztük Gigante fiát, Vincent Espositót letartóztatták, és a New York-i rendőrség és az FBI zsarolással, összeesküvéssel és több, ezzel összefüggő bűncselekménnyel vádolta meg őket. A vádak között zsarolás, munkaügyi zsarolási összeesküvés, csalás és megvesztegetés szerepel. Genovese társa és a brooklyni United Food and Commercial Workers tisztviselője, Frank Cognetta ellen szintén vádat emeltek. A szakszervezeti tisztviselő és társa, Ifj. Vincent D'Acunto szintén érintett volt, és állítólag Esposito nevében cselekedett, hogy fenyegető üzeneteket továbbítson, és zsarolási pénzt is gyűjtsön a szakszervezettől, különösen Vincent Fyfe-től, egy brooklyni szeszesital- és szeszfőzde-szakszervezet elnökétől. Fyfe-nek évi 10 000 dollárt kellett fizetnie, hogy megtarthassa évi 300 000 dolláros szakszervezeti állását, amelyet a Genovese klán befolyása révén szerzett meg. A szakszervezeti beszivárgás legalább tizenhat éven keresztül zajlott. Esposito több más szakszervezeti tisztségviselőt és egy biztosítási ügynököt is megzsarolt. Otthonában egy házkutatás során a hatóságok egy be nem jegyzett kézifegyvert, 3,8 millió dollár készpénzt, bokszereket és egy kézzel írott listát találtak az amerikai maffia tagjairól. 2018 áprilisában Espositót közel 10 millió dollár óvadék ellenében szabadlábra helyezték, és ártatlannak vallotta magát. 2019 áprilisában Esposito bűnösnek vallotta magát a Genovese klán tagjaival és társaival való zsarolásos bűncselekmények elkövetésére irányuló összeesküvésben. 2019 júliusában két év börtönbüntetésre ítélték.

## A vezetés története

### Főnök (hivatalos és megbízott)
- 1890-1909 – Giuseppe "The Clutch Hand" Morello – bebörtönözve.
- 1910-1914 – Fortunato LoMonte – Giuseppe Morello unokatestvére – 1914. május 24-én meggyilkolták.
- 1914-1916 – Nicholas "Nick Morello" Terranova – meggyilkolták 1916. szeptember 7-én.
- 1916-1920 – Vincenzo "Vincent" Terranova – lemondott, és alvezér lett.
- 1920-1922 – Giuseppe "The Clutch Hand" Morello – lemondott, és Masseria helyettese lett.
- 1922-1931 – Giuseppe "Joe, The Boss" Masseria – 1931. április 15-én meggyilkolták.
- 1931-1946 – Charles "Lucky" Luciano – 1936-ban bebörtönözték, 1946-ban kitoloncolták Olaszországba.
  - 1936-1937 – Vito Genovese – 1937-ben Olaszországba menekült, hogy elkerülje a gyilkossági vádat.
  - 1937-1946 – Frank "The Prime Minister" Costello – Luciano deportálása után lett a hivatalos főnök.
- 1946-1957 – Frank "The Prime Minister" Costello – 1957-ben lemondott a Genovese-Gigante merénylet után[102][103]
- 1957-1969 – Vito "Don Vito" Genovese – 1959-ben bebörtönözték, 1969-ben a börtönben halt meg.
  - 1959-1962 – Anthony "Tony Bender" Strollo – 1962-ben tűnt el.
  - megbízott 1962-1965 – Thomas "Tommy Ryan" Eboli – elöljáró főnök lett.
  - 1965-1969 – Philip "Benny Squint" Lombardo – lett a hivatalos főnök.
- 1969-1981 – Philip "Benny Squint" Lombardo[104] – 1981-ben visszavonult, 1987-ben természetes halállal halt meg.
- 1981-2005 – Vincent "Chin" Gigante[104] – 1997-ben bebörtönözték, 2005. december 19-én halt meg a börtönben.[105]
  - 1989-1996 – Liborio "Barney" Bellomo – utcai főnökké léptették elő.
  - 1997-1998 – Dominick "Quiet Dom" Cirillo – szívrohamot kapott és lemondott.
  - 1998-2005 – Matthew "Matty the Horse" Ianniello – lemondott, amikor 2005 júliusában vádat emeltek ellene.
  - 2005-2008 – Daniel "Danny the Lion" Leo[106] – bebörtönözve 2008-2013 között
- 2010-től napjainkig – Liborio "Barney" Bellomo

### Utcai főnök (elöljáró)
A "frontfőnök" pozíciót Philip Lombardo főnök hozta létre, hogy elterelje magáról a bűnüldöző szervek figyelmét. A klán a következő 20 évben fenntartotta ezt a "frontfőnök" megtévesztést. A Genovese klán még azután is hasznosnak találta a hatalom megosztásának ezt a módját, hogy a kormány tanúja, Vincent Cafaro 1988-ban leleplezte ezt a csalást. 1992-ben a klán "utcai főnök" néven újjáélesztette a frontfőnöki posztot. Ez a személy Gigante távoli irányítása alatt a klán műveleteinek napi szintű vezetőjeként szolgált.
- 1965-1972 – Thomas "Tommy Ryan" Eboli – 1972-ben meggyilkolták[104]
- 1972-1974 – Carmine "Little Eli" Zeccardi[104] – eltűnt (feltételezhetően megölték) 1977-ben.
- 1974-1980 – Frank "Funzi" Tieri[104] – a RICO törvények alapján vád alá helyezték, majd lemondott, 1981-ben meghalt.
- 1981-1987 – Anthony "Fat Tony" Salerno[104] – 1987-ben bebörtönözték, 1992-ben meghalt a börtönben.
- 1992-1996 – Liborio "Barney" Bellomo – 1996-tól 2008-ig volt börtönben.
- 1998-2001 – Frank Serpico[72][73] – 2001-ben vádat emeltek ellene,[107] 2002-ben rákban meghalt.[108]
- 2001-2002 – Ernest Muscarella – 2002-ben vádat emeltek ellene.[107]
- 2002-2006 – Arthur "Artie" Nigro – 2006-ban vádat emeltek ellene.
- 2010-2013 – Peter "Petey Red" DiChiara – lemondott.
- 2013-2014 – Daniel "Danny" Pagano – 2014 augusztusában vádat emeltek ellene.
- 2014-2015 – Peter "Petey Red" DiChiara – consigliere lett.
- 2015-jelenlegi – Michael "Mickey" Ragusa[109]

### Főnökhelyettes (hivatalos és megbízott)
- 1903-1909 – Ignazio "The Wolf" Lupo – bebörtönözve
- 1910-1916 – Vincenzo "Vincent" Terranova – főnök lett.
- 1916-1920 – Ciro "Artichoke King" Terranova – lemondott.
- 1920-1922 – Vincenzo "Vincent" Terranova – 1922. május 8-án meggyilkolták.
- 1922-1930 – Giuseppe "The Clutch Hand" Morello – 1930. augusztus 15-én meggyilkolták.
- 1930-1931 – Joseph Catania – meggyilkolták 1931. február 3-án.[110]
- 1931 – Charles "Lucky" Luciano – 1931 áprilisában lett a főnök.
- 1931-1936 – Vito Genovese – 1936-ban előléptették megbízott főnökké, 1937-ben Olaszországba menekült.
- 1937-1951 – Guarino "Willie" Moretti – 1951-ben meggyilkolták.
- 1951-1957 – Vito Genovese[111] – másodszor is főnökhelyettes.
- 1957-1970 – Gerardo "Jerry" Catena – szintén a New Jersey-i frakció főnöke; 1970-től 1975-ig börtönben.[112]
- 1970-1972 – Thomas "Tommy Ryan" Eboli – szintén frontfőnök volt, 1972-ben meggyilkolták.[104]
- 1972-1976 – Frank "Funzi" Tieri – szintén frontfőnökként szolgált.[104]
- 1976-1980 – Anthony "Fat Tony" Salerno[104] – 1980-ban előléptették főnökké.
- 1980-1981 – Vincent "Chin" Gigante – hivatalos főnökké léptették elő.
- 1981-1987 – Saverio "Sammy" Santora[104] – természetes halállal halt meg.
- 1987-2017 – Venero "Benny Eggs" Mangano – 1993-ban bebörtönözték, 2006 decemberében szabadult, 2017. augusztus 18-án természetes halállal elhunyt.
  - megbízott 1990-1997 – Michael "Mickey Dimino" Generoso – 1997-től 1998-ig volt börtönben.[113]
  - megbízott 1997-2003 – Joseph Zito
  - megbízott 2003-2005 – John "Johnny Sausage" Barbato – 2005-től 2008-ig volt börtönben.
- 2017-től napjainkig – Ernest "Ernie" Muscarella

### Tanácsos (hivatalos és megbízott)
- 1931-1937 – Frank Costello – 1937-ben előléptették megbízott főnökké.
- 1937-1957 – "Sandino" – titokzatos alak, akit Valachi egyszer említ.
- 1957-1972 – Michele "Mike" Miranda – 1972-ben vonult vissza.
- 1972-1976 – Anthony "Fat Tony" Salerno – 1976-ban előléptették főnökhelyettessé.[104]
- 1976-1978 – Antonio "Buckaloo" Ferro[104]
- 1978-1980 – Dominick "Fat Dom" Alongi[104][114]
- 1980-1990 – Louis "Bobby" Manna[104] – 1990-ben bebörtönözték.
  - 1989-1990 – James "Little Guy" Ida – hivatalos tanácsos lett.
- 1990-1997 – James "Little Guy" Ida – 1997-ben bebörtönözték.
- 1997-2008 – Lawrence "Little Larry" Dentico[113] – 2005-től 2009-ig bebörtönözve, visszavonult.
  - 2005-2008 – Dominick "Quiet Dom" Cirillo – hivatalos tanácsos lett.
- 2008-2015 – Dominick "Quiet Dom" Cirillo – a jelentések szerint lemondott.
- 2015-2018 – Peter "Petey Red" DiChiara – 2018. március 2-án elhunyt.
- 2018-tól napjainkig – Ismeretlen

### Hírvivő
A messaggero (hírvivő) összekötőként működik a bűnözői klánok között. A hírvivő csökkentheti a maffiahierarchia üléseire, vagyis találkozóira való igényt, és így korlátozhatja a főnökök nyilvános szereplését.
- 1957-1969 – Michael "Mike" Genovese – Vito Genovese testvére.[115][116]
- 1997-2002 – Andrew V. Gigante – Vincent Gigante fia, 2002-ben vád alá helyezték.
- 2002-2005 – Mario Gigante[117][118]

### Adminisztratív helyi vezérek
Ha a hivatalos főnök meghal, börtönbe kerül vagy cselekvőképtelenné válik, a klán összeállíthat egy helyi vezérekből álló uralkodó bizottságot, amely segít a megbízott főnöknek, az utcai főnöknek, az alvezérnek és a tanácsosnak a klán irányításában, és eltereli a figyelmet a bűnüldözésről.
- 1997-2001 – (négytagú bizottság) – Dominick "Quiet Dom" Cirillo, Lawrence "Little Larry" Dentico, John "Johnny Sausage" Barbato és Alan "Baldie" Longo – 2001-ben Longo ellen vádat emeltek.
- 2001-2005 – (négytagú bizottság) – Dominick Cirillo, Lawrence Dentico, John Barbato és Anthony "Tico" Antico – 2005 áprilisában mind a négyük ellen vádat emeltek.[119]
- 2005-2010 – (háromtagú bizottság) – Tino "The Greek" Fiumara (meghalt 2010-ben)[120] a másik kettő ismeretlen.

## A klán jelenlegi tagjai

### Igazgatás
- Főnök – Liborio "Barney" Bellomo – 1957 januárjában született. Saverio "Sammy Black" Santora 116. utcai legénységében szolgált, 1977-ben avatták be. Apja katona volt és közel állt Anthony "Fat Tony" Salernóhoz. 1990-ben Kenneth McCabe, az Egyesült Államok manhattani ügyészségének akkori szervezett bűnözés elleni nyomozója az "ablakos ügy" Vincent Gigante elleni vádemelését követően Bellomót a bűnözőklán "megbízott főnökeként" azonosította.[121][122] 1996 júniusában Bellomo ellen vádat emeltek zsarolás, munkaügyi zsarolás és Ralph DeSimone 1991-es és Antonio DiLorenzo 1988-as halálának elrendelése miatt; DeSimone-t ötször lelőtték a LaGuardia repülőtéren az autója csomagtartójában, DiLorenzo-t pedig az otthona hátsó udvarán lőtték le. 2016 körül Bellomo-t nagy valószínűséggel a Genovese klán hivatalos főnökének ismerték el.[123]
- Utcai főnök – Michael "Mickey" Ragusa – született 1965. június 22-én. Ragusa Bellomo harlemi/bronxi bandájának egykori katonája. Ragusa ellen 2002 januárjában vádat emeltek Ernest Muscarella megbízott főnökkel, Charles Tuzzo capóval, Liborio Bellomo, Thomas Cafaro, Pasquale Falcetti tagokkal és Andrew Gigante társával együtt a Nemzetközi Hosszútávú Dolgozók Szövetségébe való beszivárgással kapcsolatban.[124][125]
- Főnökhelyettes – Ernest "Ernie" Muscarella – a 116. utcai banda korábbi megbízott főnöke és egykori helyi vezér. 2002 januárjában a klán megbízott főnökeként szolgáló Muscarella ellen Charles Tuzzo helyi vezérrel, Liborio Bellomo, Thomas Cafaro, Pasquale Falcetti, Michael Ragusa és Andrew Gigante társával, a Nemzetközi Hosszútávú Dolgozók Szövetségének beszivárgása miatt emeltek vádat.[124] 2008. január 11-én Muscarellát kiengedték a börtönből.[126] 2019. április 16-án a Gambino klán katonája, Vincent Fiore és a Gambino klán társa, Mark Kocaj között törvényesen rögzített beszélgetés során Muscarellát a Genovese klán főnökhelyetteseként azonosították. 2019. április 16-án a Gambino klán katonája, Vincent Fiore és a Gambino klán társa, Mark Kocaj között törvényesen rögzített beszélgetés során Muscarellát azonosították.[127]
- Tanácsos – Ismeretlen

### Helyi vezérek
A bronxi csoport
- Pasquale "Patty bácsi" Falcetti – a 116. utcai csapat helyi vezére, amely Bronxban és Manhattanben tevékenykedik. Falcettit 2014 szeptemberében 30 hónap börtönbüntetésre ítélték uzsoráskodásért.[128][129] 2014 szeptemberében Falcetti ellen tanúskodott a Genovese klán egykori társa, Anthony Zocolillo, aki azt állította, hogy Falcetti 34 000 dolláros kölcsönt adott neki egy marihuána-kereskedelmi akcióhoz.[128] 2017. január 13-án Falcettit kiengedték a börtönből.[130] 2017. július 10-én Falcettit egy bűnüldözői megfigyelőcsoport megfigyelte, amint a Pelham Bay-i étkezdében találkozott a Gambino bűnözőklán helyi vezérével, Andrew Campossal.[127][131]
- Joseph G. "Joe D" Denti, Jr. (néha Dente néven is írják) egy Bronxban és New Jerseyben tevékenykedő helyi vezér. Apja, Joseph Denti Sr. az 1970-es években bronxi uzsorás volt, mielőtt az 1990-es évek elején Beverly Hillsbe költözött. 1996-ban apja szívrohamban halt meg,[132] apja bronxi temetésén számos híres hollywoodi személyiség vett részt, köztük Robert De Niro, Joe Pesci, Cher és Cathy Moriarty.[132] 2000-ben ifjabb Denti és Chris Cenaitempo gyanúsítottjai lettek egy rendőrségi nyomozásnak, miután Chris testvérét, John Cenatiempót a rendőrség Christopher Rocancourt bűntársaként azonosította, aki Hamptonsban rabolt ki házakat.[132] 2001. december 5-én Denti Jr. a két helyi vezérrel Rosario Gangival, Pasquale Parrellóval és 70 másik társával együtt vádat emeltek Manhattanben zsarolás vádjával.[133][134] A vádakat Denti Jr. ellen emelték. és a többiek ellen azután emeltek vádat, miután kiderült, hogy a New York-i rendőrség beépített nyomozója beépült Parrello Arthur Ave-i bandájába.[133][135] 2009. április 29-én Denti Jr. szabadult a szövetségi börtönből.[136] 2016. március 16-án Denti Jr. Joseph Giardinával, Ralph Perricelli Jr, és Heidi Francavillával együtt vádat emeltek és megvádolták őket azzal, hogy orvosi vállalkozásokba befektetőktől csaltak ki 350 000 dollárt.[137]
- (Börtönben) Pasquale "Patsy" Parrello – született 1945-ben. Bronxban tevékenykedő helyi vezér, az Arthur Ave-en van egy étterme, a Pasquale's Rigoletto Restaurant. 2004-ben Parrello-t bűnösnek találták uzsorakölcsönök és sikkasztás miatt Rosario Gangi helyi vezérrel együtt, és 88 hónapra ítélték.[138] 2008. április 23-án kiengedték a börtönből.[139][140] 2016 augusztusában Parrello ellen a Genovese klán helyi vezérével, Conrad Ianniellóval és a Genovese klán megbízott helyi vezérével, Eugene O'Norfióval, valamint a Philadelphia klán főnökével, Joseph Merlinóval és negyvenkét másik maffiózóval együtt vádat emeltek szerencsejáték és zsarolás vádjával.[141] 2017 májusában bűnösnek vallotta magát 3 rendbeli zsarolásra irányuló összeesküvésben, és 2017 szeptemberében 7 év szövetségi börtönbüntetésre ítélték.[142][143] 2017 szeptemberében 7 év szövetségi börtönre ítélték. A tárgyalásán az ügyészek azt állították, hogy 2011 júniusában utasította 2 katonáját, hogy törjék el egy férfi térdkalácsát, aki bosszantotta a női vendégeket az éttermében. Parrello jelenleg börtönben van, a szabadulás tervezett időpontja 2022. július 22.[144]
- Daniel "Danny" Pagano – Bronxban, Westchesterben, Rocklandben és New Jerseyben tevékenykedő helyi vezér. Az 1980-as években Pagano orosz maffiózókkal együtt részt vett a csempészett benzin sémában.[145] 2007-ben Pagano 105 hónap börtönbüntetés letöltése után szabadult.[146] 2015. július 10-én Paganót 27 hónap börtönbüntetésre ítélték zsarolási összeesküvés vádjával. 2017. augusztus 29-én szabadult a börtönből.[147][148][149]
- Daniel "Danny the Lion" Leo – a kelet-harlemi Bíbor Banda egykori tagja az 1970-es években. Az 1990-es évek végén Leo csatlakozott Vincent Gigante megbízható kapitányainak köréhez. Gigante 2005-ben bekövetkezett halálával Leo lett a megbízott főnök. 2008-ban Leót öt év börtönbüntetésre ítélték uzsorakölcsönök és zsarolás vádjával. 2010 márciusában Leo további 18 hónap börtönbüntetést kapott zsarolás vádjával, és 1,3 millió dollár pénzbírságot szabtak ki rá. 2013. január 25-én szabadult.[150][151]

Manhattani csoport
- Conrad Ianniello – Manhattan, Brooklyn, Queens, Staten Island, Connecticut, Long Island, New Jersey, Springfield és Florida területén működő kapitány. 2012. április 18-án Ianniello ellen a bandája tagjaival együtt vádat emeltek illegális szerencsejátékkal és összeesküvéssel vádolták meg.[152][153] Az összeesküvés vádja 2008-ra nyúlik vissza, amikor Ianniello Robert Scalzával és Ryan Ellisszel együtt megpróbálta megzsarolni az árusokat a Little Italyban évente megrendezett San Gennaro ünnepén.[152] Conrad Ianniello rokona Robert Ianniello, Jr, aki Matthew Ianniello unokaöccse és az Umberto's Clam House tulajdonosa.[154] 2016 augusztusában Ianniello ellen a Genovese klán helyi vezérével, Pasquale Parrellóval és a Genovese klán megbízott helyi vezérével Eugene O'Norfióval és a philadelphiai klánfőnökkel, Joseph Merlinóval és negyvenkét másik maffiózóval együtt vádat emeltek szerencsejáték és zsarolás vádjával.[141]
- John Brescio – Manhattanben tevékenykedő helyi vezér. Brescio a "Lombardi's", egy manhattani pizzéria tulajdonosa, amelyet mostohafiával, Michael Giammarinóval működtet. Brescio és Giammarino kérelmét elutasították, hogy a pennsylvaniai Bensalem Townshipben lévő Parx Casino-ban (Bensalem Township, Pennsylvania) egy Lombardi's üzletet nyissanak.[155]

Brooklyn-i csoport
- John "Johnny Sausage" Barbato – Venero Mangano egykori sofőrje, a brooklyni csoport helyi vezéreivel együtt részt vett munkaügyi és építési zsarolásban. Barbatót 2005-ben zsarolás és zsarolás vádjával bebörtönözték, majd 2008-ban szabadult.[156][157]

Queens-i csoport
- Anthony "Rom" Romanello – a queensi Corona Avenue-n működő helyi vezér.[158] Romanello átvette Anthony Federici régi bandáját. 2012 januárjában bűnösnek vallotta magát illegális szerencsejátékban, miután az együttműködő tanú szívrohamban meghalt, mielőtt vallomást tett volna az ügyben.[158]

New Jersey-i csoport
- Silvio P. DeVita – szicíliai születésű helyi vezér, aki Essex megyében tevékenykedett. Jelenleg úgy vélik, hogy ő irányítja Newarkot. Korábban elsőfokú gyilkosságért, rablásért és számos más bűncselekményért ítélték el. DeVitát kizárták a New Jersey-i kaszinók látogatásából is.[159]

### Katonák
New York
- Eugene "Rooster" Onofrio – maffiózó a connecticuti East Havenből. O'Nofrio a manhattani Little Italy-ban működő "Mulberry Street-i legénység" megbízott helyi vezére és a massachusettsi Springfieldi legénység megbízott helyi vezére volt.[141] 2016-ban Onofrio ellen a Genovese klán kapitányaival, Pasquale Parrellóval és Conrad Ianniellóval, a philadelphiai klánfőnökkel, Joseph Merlinóval, a springfieldi gengszterekkel, Ralph Santaniellóval és Francesco Depergolával, valamint negyven másik maffiózóval együtt szerencsejáték és zsarolás vádjával vádat emeltek.[141]
- Ralph "The Undertaker" Balsamo (született 1971-ben) – maffiózó, aki Bronxban, Manhattanben és Westchesterben tevékenykedett. A "The Undertaker" beceneve onnan származik, hogy ravatalozót birtokolt Bronxban. 2007-ben Balsamo bűnösnek vallotta magát kábítószer-kereskedelem, lőfegyver-kereskedelem, zsarolás és szakszervezetekkel kapcsolatos csalás vádjában, és 97 hónap börtönbüntetésre ítélték.[160][161] 2013. március 8-án szabadult a börtönből. 2016 augusztusában Balsamót más klánok 45 másik tagjával együtt vád alá helyezték.[141] Balsamót a tárgyalásig őrizetben tartották. 2018. július 23-án szabadult a börtönből[162]
- Dominick "Quiet Dom" Cirillo – egykori helyi vezér és a főnök Vincent Gigante egykori megbízható segítője. Cirillo a West Side Crew tagja volt, és a Négy Dom egyikeként ismerték; a helyi vezérek Dominick "Kopasz Dom" Canterino, Dominick "The Sailor" DiQuarto és Dominick "Fat Dom" Alongi. Cirillo 1997 és 1998 között megbízott főnök volt, de szívproblémák miatt lemondott. 2003-ban Cirillo lett a megbízott főnök, 2006-ban lemondott, mivel uzsorás vádak miatt bebörtönözték. Cirillo 2008 augusztusában szabadult a börtönből.
- Alan "Baldie" Longo – egy brooklyni banda egykori helyi vezére, aki korábban "Allie Shades" Malangone alatt szolgált, és egy általa tulajdonolt brooklyni társasági klubban működtette a zsarukat. Longo részt vett részvénycsalásokban és fehérgalléros bűncselekményekben Manhattanben és Brooklynban. 2001. április 25-én Longót a Colombo megbízott főnökével, Alphonse Persicóval együtt zsarolás vádjával vád alá helyezték, Michael D'Urso beépített informátor munkája alapján. Longót elítélték, és 11 évre ítélték.[163] 2010. november 24-én szabadult.[164]
- Anthony "Tico" Antico – egykori helyi vezér, aki munkás- és építőipari zsarolásban vett részt Brooklynban és Manhattanben. Anticót és a helyi vezéreket, John Barbatót és Lawrence Denticót 2005-ben zsarolás vádjával elítélték. 2007-ben kiengedték a börtönből. 2010. március 6-án Anticót zsarolással vádolták meg a Staten Island-i ékszerész, Louis Antonelli 2008-as kirablásával és meggyilkolásával kapcsolatban.[165][166]  A gyilkosság vádja alól felmentették, de zsarolásban bűnösnek találták. A börtönből 2018. június 12-én szabadult.[167]
- Lawrence "Little Larry" Dentico – Dél-Jerseyben és Philadelphiában tevékenykedő egykori helyi vezér. Dentico tanácsosa volt az 1990-es évek végétől a 2000-es évekig, amikor zsarolás és uzsorázás vádjával bebörtönözték. A börtönből 2009. május 12-én szabadult.[168][169]
- Albert "Kid Blast" Gallo – egykori helyi vezér, aki Brooklyn Carroll Gardens, Red Hook és Cobble Hill városrészekben, valamint Staten Island egyes részein tevékenykedett. Az 1970-es évek közepén Gallo és Frank Illiano a Colombo bűnözői klán Gallo bandájából a Genovese klánhoz igazolt át. Gallo társkapitánya, Illiano 2014-ben természetes halállal halt meg.
- Rosario "Ross" Gangi – Manhattanben, Brooklynban és New Jerseyben tevékenykedő egykori helyi vezér. Gangi részt vett a Fulton Fish Market zsarolási tevékenységében. A börtönből 2008. augusztus 8-án szabadult.[170][171]
- James "Jimmy from 8th Street" Messera – a Manhattanben és Brooklynban működő Little Italy Crew egykori helyi vezére. Az 1990-es években Messera részt vett a Mason Tenders szakszervezet zsarolásában, és zsarolás vádjával bebörtönözték.[172][173] 1995. december 12-én szabadult a börtönből.[174]
- Alphonse "Allie Shades" Malangone – Manhattanben és Brooklynban tevékenykedő egykori helyi vezér. Malangone az 1990-es években a szerencsejátékot, az uzsorakamatot, a zsarolásokat és a Fulton Fish Market zsarolását irányította. A Kings County Trade Waste Association és a Greater New York Waste Paper Association révén több brooklyni magánegészségügyi vállalatot is irányított. Malagone-t 2000-ben letartóztatták a Genovese és a Gambino klán több tagjával együtt a magánhulladék-iparban folytatott tevékenységük miatt.[175][176]
- Louis DiNapoli – testvére, Vincent DiNapoli 116. utcai csapatának katonája.
- Anthony "Tough Tony" Federici – egykori helyi vezér a Queensben. Federici egy étterem tulajdonosa a queensi Coronában. 2004-ben Federici kitüntetést kapott a Queens Borough President Helen Marshalltól a közösségi szolgálatáért.[177] 2004-ben Federici azóta átadta illegális maffia tevékenységét Anthony Romanellónak.[158]
- John "Little John" Giglio (született 1958. április 11-én) – más néven "Johnny Bull" – egy uzsoráskodással foglalkozó katona.[178]
- Joseph Olivieri – katona, a 116. utcai brigádban tevékenykedett Louis Moscatiello helyi vezér alatt. Olivieri részt vett ács szakszervezetek zsarolásában, és kapcsolatban áll Vincent DiNapoli munkaügyi zsarolóval.[179] Hamis tanúzásért elítélték, és 2011. január 13-án szabadult a philadelphiai CCM-ből.[180][181]
- Charles Salzano – egy katona, aki 2009-ben szabadult a börtönből, miután 37 hónapot ült uzsorás vádak miatt.[161]
- Carmine "Pazzo" Testa – egykori katona, aki súlyosan érintett lőfegyver-kereskedelemben, valamint szakszervezeti csalás, pénzmosás, kábítószer-kereskedelem és illegális szerencsejáték vádjával. Bűnösnek vallotta magát lőfegyver-kereskedelem miatt, és 72 hónapot ült 5000 dolláros pénzbírsággal.
- Ronald Belliveau – katona, korábban Vincent Gigante-val együtt tagja volt a Greenwich Village-i bandának, nem tudni, hogy még mindig aktív-e.

New Jersey
- (bebörtönzött) Michael "Mikey Cigars" Coppola – a "Fiumara-Coppola banda" egykori kapitánya,[182] bár jelenleg börtönben van, Coppolát a bűnüldöző szervek és a szakértők még mindig a New Jersey-i csoport vezető kapitányának tekintik. Jelenleg az atlantai Egyesült Államok Büntetés-végrehajtási Intézetében tölti büntetését kétrendbeli zsarolás miatt, és a tervezett szabadulásának időpontja 2024. március 4.[183]
- Anthony "Tony D." Palumbo – a New Jersey-i csoport korábbi megbízott helyi vezére.[184] Palumbót közeli szövetségese és megbízott főnöke, Daniel Leo léptette elő a New Jersey-i frakció megbízott főnökévé. 2009-ben Palumbót letartóztatták, és Daniel Leóval és másokkal együtt zsarolással és gyilkossággal vádolták meg.[184][185][186]  2010 augusztusában Palumbo bűnösnek vallotta magát összeesküvéses gyilkosság vádjában. 2010-ben 10 év börtönbüntetésre ítélték, majd 2019. november 22-én szabadult.[187]

- Stephen Depiro – a "Fiumara-Coppola banda" egykori megbízott helyi vezére. Depiro felügyelte az illegális műveleteket a New Jersey-i Newark/Elizabeth Seaportban.[188] Fiumara 2010-ben bekövetkezett halála előtt. Nem tudni, hogy Depiro még mindig betölti-e ezt a pozíciót.

### Társult tagok
- Frank "Frankie Ariana" DiMattina – 2014. január 6-án zsarolás és lőfegyverrel való visszaélés miatt elítélt társa, akit 6 év börtönre ítéltek.[189]

## Egyéb területek
A Genovese klán elsősorban New York területén tevékenykedik; fő zsákmányszerző tevékenységük az illegális szerencsejáték és a munkaügyi zsarolás.
- New York – A Genovese klán New York mind az öt kerületében, valamint New York külvárosában, Suffolk, Westchester, Rockland és Orange megyékben tevékenykedik. A klán számos vállalkozást irányít az építőiparban, a teherfuvarozásban és a hulladékszállításban. Emellett számos illegális szerencsejáték-, uzsorás-, zsaroló- és biztosítási üzletet is működtet. Kisebb Genovese-csapatok vagy személyek működtek Albanyban, Delaware megyében és Uticában. A buffalói, rochesteri és uticai bűnözői klánok vagy csoportok hagyományosan ezeket a területeket ellenőrizték. A klán Saratoga Springsben is ellenőrzi a szerencsejátékokat.[190]
- Connecticut – A Genovese klán régóta működtetett teherautó- és hulladékszállító rablásokat New Havenben, Connecticutban. 2006-ban a Genovese főnöke, Matthew "Matty the Horse" Ianniello ellen vádat emeltek New Haven és a New York-i Westchester County-i szemétszállító rablások miatt. 1981-ben Gustave "Gus" Curcio és testvére ellen vádat emeltek Frank Piccolo, a Gambino bűnözői klán egyik tagjának meggyilkolásáért.[191][192]
- Massachusetts – Springfield, Massachusetts a klán legkorábbi napjai óta Genovese-terület volt. A legbefolyásosabb genovesei vezetők Springfieldből Salvatore "Big Nose Sam" Curfari, Francesco "Frankie Skyball" Scibelli, Adolfo "Big Al" Bruno és Anthony Arillotta (2009-ben lett informátor) voltak.[193] A Massachusetts állambeli Worcesterben a legbefolyásosabb helyi vezérek Frank Iaconi és Carlo Mastrototaro voltak. A Massachusetts állambeli Bostonban a Rhode Island-i Providence-ből származó New England vagy Patriarca bűnklán sokáig uralta Boston North Endjét, de a szesztilalom korszaka óta a Genovese klándal szövetkeztek. 2010-ben az FBI meggyőzte a Genovese maffiózókat, Anthony Arillottát és Felix L. Tranghese-t, hogy besúgók legyenek.[2][194] Ők csak a negyedik és az ötödik "csinált" Genovese tag, akik együttműködtek a bűnüldöző szervekkel.[2] 2010-ben a kormány Arillottát és Tranghese-t felhasználta, hogy vádat emeljen Arthur "Artie" Nigro helyi vezér és társai ellen Adolfo "Big Al" Bruno meggyilkolásáért.[194][195]

### Egyéb csapatok
- 116th Street Crew – Pasquale "Patty bácsi" Falcetti vezetésével (Kelet-Bronxban működik)
- Greenwich Village Crew – (Vincent Gigante egykori bandája) (a banda Greenwich Village-ben, Alsó-Manhattanben tevékenykedik).
- Broadway Mob – (Manhattanben működött)
- Genovese bűnklán New Jersey-i csoportja – (a banda New Jersey-ben tevékenykedett)

## Korábbi tagok
- Dominick "Fat Dom" Alongi – Vincent Gigante Greenwich Village Crewjának egykori tagja.[196]
- Salvatore "Sammy Meatballs" Aparo – egykori megbízott helyi vezér. A fia, Vincent szintén a Genovese klán tagja lett.[197] 2000-ben Aparo, a fia, Vincent, és a Genovese munkatársa, Michael D'Urso találkozott Abraham Weiderrel, a tulajdonos egy lakóparkkal a brooklyni Flatbushban.[198] Weider meg akart szabadulni a gondnokok szakszervezetétől (SEIU Local 32B-J), és hajlandó volt 600 000 dollárt fizetni Aparónak, de Aparo társa, D'Urso FBI-informátor volt, és rögzítette a találkozót. 2002 októberében Aparót zsarolásért öt év szövetségi börtönre ítélték. 2006. május 25-én Aparo szabadult a börtönből. 2017. május 12-én, 87 éves korában halt meg.
- Michael A. "Tona" Borelli – New Jersey-i maffiózó volt, és Tino Fiumara bandájának egykori megbízott társkapitánya Lawrence Ricci mellett. Borelli az építőipart és az illegális szerencsejáték-üzleteket irányította NJ-ben, és korábban a Teamster's Uniont felügyelte.[199] 2020. március 21-én Borelli meghalt.
- Ludwig "Ninni" Bruschi – egykori helyi vezér, aki Dél-Jersey Ocean, Monmouth és Middlesex megyéiben, valamint Észak-Jersey Hudson, Essex, Passaic és Union megyéiben tevékenykedett. Bruschi ellen 2003 júniusában emeltek vádat, és 2010 áprilisában feltételesen szabadlábra helyezték. 2020. április 19-én Bruschi meghalt.[200]
- Vincent "Vinny" DiNapoli – katona és a 116th Street Crew egykori helyi vezére. DiNapoli nagymértékben részt vett a munkaügyi zsarolásban, és állítólag több millió dollárt keresett zsarolásból, licitmanipulációból és uzsorakölcsönökből. DiNapoli uralta az ácsok N.Y.C. kerületi tanácsát, és arra használta őket, hogy más New York-i vállalkozókat zsaroljon. DiNapoli testvére, Joseph DiNapoli a Lucchese bűnklán egykori tanácsosa.[201][202]
- Dominick "Dom The Sailor" DiQuarto – Vincent Gigante Greenwich Village Crewjának egykori tagja.[196]
- Giuseppe Fanaro – a Morello klán tagja volt, aki részt vett az 1903-as Barrel-gyilkosságban.[203] 1913 novemberében Fanarót a Lomonte és Alfred Mineo bandájának tagjai meggyilkolták.[204]
- Federico "Fritzy" Giovanelli – katona, aki nagymértékben részt vett az uzsorakölcsönökben, az illegális szerencsejátékban és a bukmékerkedésben a Queens/Brooklyn körzetben. Giovanellit vádolták Anthony Venditti, a New York-i rendőrség beépített nyomozójának 1986. januári meggyilkolásával, de végül felmentették. Giovanelli bandájának egyik ismert katonája Frank "Frankie California" Condo volt. 2001-ben Giovanelli együtt dolgozott Ernest "Junior" Varacalli katonával egy autólopási bandában. 2018. január 19-én Giovanelli 84 éves korában meghalt.[205]
- Joseph N. "Pepe" LaScala – egykori New Jersey-i helyi vezér, aki Hudson megye vízparti városaiban, Bayonne-ban és Jersey Cityben tevékenykedett. LaScala Angelo Prisco megbízott helyi vezére volt, mielőtt átvette a bandát. 2012 májusában LaScalát és bandájának más tagjait letartóztatták és illegális szerencsejátékkal vádolták meg Bayonne-ban. 2012. február 3-án LaScala 87 éves korában meghalt.[206][207][208]
- Rosario "Saro" Mogavero – Mogavero már 15 éves korában bérgyilkos volt,[209] nagyhatalmú helyi vezér és Vito Genovese közeli szövetségese volt,[210] 1953-as letartóztatásáig a Nemzetközi Hosszútávúak Szövetségének alelnöke volt.[211][212] Mogavero az 1950-es és 1960-as években Tommy "Ryan" Ebolival, Michael Clemente-vel és Carmine "The Snake" Persicóval együtt irányította a szerencsejátékot, az uzsorakamatot és a drogcsempészetet a manhattani Lower East Side partján.
- Arthur "Artie" Nigro – egykori tag, aki 2002 és 2006 között a klán utcai főnökeként szolgált. 2011-ben Nigro életfogytiglani börtönbüntetésre ítélték Adolfo Bruno 2003-as meggyilkolásának megrendeléséért. Nigro 2019. április 24-én, 74 éves korában halt meg.[213]
- Ciro Perrone – egykori helyi vezér. Perrone 1998-ban kapitánnyá léptették elő, átvéve Matthew Ianniello régi legénységét. 2005 júliusában Perrone-t Ianniellóval és a legénységének más tagjaival együtt vád alá helyezték zsarolás, uzsorakamat, munkaügyi zsarolás és illegális szerencsejáték miatt. 2008-ban Perrone-t öt évre ítélték zsarolás és uzsorakamat miatt.[214] Perrone egy társas klubból és a Queens-i Ozone Parkban található Don Peppe's étteremből irányította a bandáját. 2009-ben Perrone elvesztette a perújrafelvételi tárgyalását, és öt évre ítélték zsarolásért és uzsorakamatért. 2011. október 14-én szabadult a börtönből. 2011-ben meghalt.[215]
- John "Zackie" Savino – 1898-ban született a dél-olaszországi Bariban. Az Egyesült Államokba 1912-ben vándorolt be, és a Harlemben, Upper Manhattanben telepedett le. Később Bronx környékére költözött. Savino állítólag Jimmy Angelina Genovese helyi vezér alatt szolgált. Az 1970-es évek végén vagy az 1980-as években halt meg.
- Frank "Farby" Serpico – 1916-ban született a Queens állambeli Coronában. Serpico a Genovese klán 116. utcai csapatának tagja volt. Vincent Gigante 1998-tól 2001-ig megbízott főnökké vagy utcai főnökké léptette elő. 2002-ben halt meg.
- Charles "Chuckie" Tuzzo – New Jerseyben, Brooklynban és Manhattanben tevékenykedő helyi vezér. Tuzzo ellen 2002-ben Liborio Bellomóval, Ernest Muscarellával és másokkal együtt vádat emeltek, mert beszivárgott a Nemzetközi Hosszútávú Tengerészek Szövetségének (ILA) helyi szervezetébe, hogy zsarolja a New Yorkban, New Jerseyben és Floridában működő vízparti vállalatokat.[216][217] 2006. február 2-án Tuzzót több év letöltése után szabadult a börtönből. 2014. október 21-én Tuzzót Vito Alberti katonával együtt New Jerseyben uzsorakölcsönökkel, szerencsejátékkal és pénzmosással kapcsolatos vádakkal vádolták meg. 2020 júliusában Tuzzo meghalt.[218]
- Eugene "Charles" Ubriaco – a Morello klán tagja volt, az East 114th Street-en lakott.[5] 1915 júniusában Ubriacót letartóztatták revolver viseléséért, majd óvadék ellenében szabadon engedték. 1916. szeptember 7-én Ubriaco Nicholas Morellóval együtt találkozott a Navy Street-i bandával Brooklynban, és mindkettőjüket agyonlőtték a brooklyni Johson Streeten.[5][219]
- Joseph Zito – a manhattani csoport (a West Side Crew) katonája Rosario Gangi helyi vezér alatt. Zito bukmékeri és uzsorás üzletekben vett részt.[220] 1997 és 2003 között a bűnüldözés Zito-t megbízott alfőnöknek bélyegezte, de valószínűleg csak egy helyi vezér volt Venero Mangano hivatalos főnökhelyettes alatt. Az 1990-es évek közepén Zito gyakran látogatta Manganót a börtönben, miután elítélték. Zito továbbította Mangano üzeneteit a klán többi vezetőjének. 2020. április 7-én Joseph Zito 83 éves korában meghalt.[221]

## Kormányzati informátorok és tanúk
- Joseph "Joe Cargo" Valachi – 1963-ban ő leplezte le az amerikai maffia belső működését. Valachi már a Castellammarese háború óta aktív volt az 1930-as évek elején, a Lucchese bűnklán társaként; azonban Salvatore Maranzano 1931-es meggyilkolása után a Genovese klán oldalára állt. Valachi Anthony Strollo legénységének katonája volt. Valachit 1959-ben 15 év börtönbüntetésre ítélték kábítószer-kereskedelemben való részvételért. Attól tartott, hogy a bűnklán főnöke és névadója, Vito Genovese 1962-ben gyilkossági kísérletet rendelt el ellene. Valachi és Genovese egyaránt börtönbüntetését töltötte heroincsempészetért. 1962. június 22-én az udvaron egy acélcsővel meggyilkolt egy másik rabot, akit összetévesztett Joseph DiPalermóval, egy maffiataggal, akiről úgy vélte, hogy a maffia megbízta a megölésével. A halálbüntetéssel szembenézve Valachi 1963-ban tanúvallomást tett az Egyesült Államok szenátusának bizottsága előtt. 1971-ben halt meg szívrohamban, miközben az FCI La Tuna börtönében raboskodott.
- Giovanni "Johnny Futto" Biello – született 1906-ban. Egykori helyi vezér volt, aki Miami környékén tevékenykedett. Az 1960-as években Matthew Ianniello helyett ő vezette a Peppermint Lounge-t. Biello nagyon jó barátja volt Joseph Bonannónak, a névadónak és a Bonanno bűnklán egykori vezetőjének. Állítása szerint közeli barátságban volt John Rosellivel, a chicagói bűnözői csoport magas rangú tagjával.[222] Biello Joseph Colombóval együtt részt vett volna Bonanno 1962-es tervében, hogy megöli a New York-i bűnklán főnökeit, Tommy Lucchese-t és Carlo Gambinót; a tervet azonban felfedték a Maffia Bizottság előtt. Colombót saját bűnklánjával, a Profaci klándal – ma Colombo bűnklán – jutalmazták; Biellót azonban később meggyilkolták. 1967. március 17-én lőtte agyon a későbbi Genovese helyi vezér, George Barone, aki később beismerte a gyilkosságot, és 2001-ben informátor lett. Meggyilkolását vagy Joseph Bonanno, vagy Anthony Salerno és Matthew Ianniello rendelte meg. Gyilkossága előtt állítólag átállt a Patriarca bűnklánhoz. 2012-ben a veje könyvet adott ki Biello életéről Borsmenta Twist címmel.[223][224]
- Vincent "Fish" Cafaro – egykori helyi vezér és Tony Salerno közeli társa. Cafaro heroin díler volt, mielőtt csatlakozott a Genovese klánhoz. A Genovese magas rangú tagjának, Anthony Salernónak a pártfogoltja volt. 1974-ben Cafaro bekerült a Genovese bűnözői klánba.[225] Salerno bandájába osztották be, és Kelet-Harlemben tevékenykedett. Több mint egy évtizeden keresztül Cafaro befolyással rendelkezett az ácsok N.Y.C. kerületi tanácsában. A Genovese és a Gambino tagjaival együtt kenőpénzeket kapott. Miután összeesküvőtársát és Genovese helyi vezér Vincent DiNapolit börtönbüntetésre ítélték, Cafaro még nagyobb hatalomra és gazdagságra tett szert; végül azonban kénytelen volt DiNapolinak némi szokást adni az ácsok tanácsán belül. Az 1986-os vádemelését követően öt hónapig drótot viselt az FBI-nak. 1990-ben tanúskodott a Gambino-főnök John Gotti ellen, aki 1986-ban elrendelte a Carpenter Tanács egyik tisztviselőjének lelövését.[226]
- George Barone – volt katona.[227] Állítólag alapító tagja volt a valós életben létező Jets utcai bandának. 1954 februárjában, miközben hosszúmunkások toborzójaként dolgozott, Barone és néhány barátja elfogták és sarokba szorították William Torrest, aki elégedetlen volt, hogy nem vették fel. Barone többször megütötte Torrest egy fémrúddal. A rendőrség vádat emelt ellene súlyos testi sértésért, később azonban ezt a vádat rendbontásra változtatták. Az 1960-as évek végén a Gambino bűnözői klándal tartott találkozón megállapodtak abban, hogy a Gambino kláné lesz a brooklyni és Staten Island-i vízpart, a Genovese klán pedig a manhattani és New Jersey-i vízpartokat fogja ellenőrizni.[228] Az 1970-es évek elejére Barone volt a Genovese hivatalos képviselője a Genovese tulajdonában lévő vízpartokon, és a klán katonája volt.[229] Az 1970-es évek végére a floridai vízpartokat is ő irányította. 1979-ben zsarolásért 15 év börtönbüntetésre ítélték; azonban csak 7 évet ült rács mögött. Nem sokkal azután, hogy 2001-ben vádat emeltek ellene zsarolás és zsarolás miatt, Barone 2001 áprilisában úgy döntött, hogy együttműködik, miután a Genovese-hierarchia "polcra tette". 2003-ban tanúskodott Anthony Ciccone Gambino-kapitány ellen. Közel 20 gyilkosságban vett részt. 2009-ben tanúskodott a Genovese helyi vezér Mikey Coppola ellen. 2009-ben a Genovese capo Mikey Coppola ellen tanúskodott.[230][231] 2010 decemberében, 86 éves korában meghalt.
- Louis Moscatiello Sr. – a Bronxban tevékenykedő egykori ügyvezető helyi vezér és katona.[232][233] Ő volt a felelős a gipszkarton- és építőipar genovai beszivárgásáért. 1991-ben elítélték egy munkaügyi tisztviselő megvesztegetése miatt. 2004-ben vádalkut kötött és együttműködött a kormánnyal. Úgy volt, hogy tanúskodik Joseph Olivieri, a Genovese klán katonája ellen;[234] azonban 2009 februárjában meghalt.
- John "JB" Bologna – egykori társa. 1996-ban kezdett együttműködni az FBI-nak adott tippadóként.[235] Elsősorban a Massachusetts állambeli Springfield környékén tevékenykedett, és a Genovese helyi vezér, Adolfo Bruno munkatársaként szolgált. Bolognát nyolc év börtönre ítélték, néhány vádpontja között gyilkossági összeesküvés, illegális szerencsejáték, zsarolás és zsarolás szerepelt. A börtönben halt meg 2017. január 17-én.
- Michael "Cookie" D'Urso –  egykori tettestárs, aki uzsorakölcsönökkel, csalással, uzsorakölcsönökkel és gyilkossággal foglalkozott. 1998 és 2001 között egy Rolexet viselt, amelyben lehallgató volt, miután letartóztatták a John Borelli 1996-os meggyilkolásában a menekülő autó vezetéséért és a fegyver biztosításáért. Tanúvallomása 2007-ig több mint 70 elítéléshez vezetett. 2007 márciusában 5 év próbaidőre és 200 dollár pénzbüntetésre ítélték a gyilkosságért. D'Urso állítólag feljelentette a Genovese családot, miután egy szerencsejáték adósság miatt őt fejen lőtték, unokatestvérét, Tino Lombardit pedig agyonlőtték.
- Renaldi Ruggiero – volt helyi vezér, aki a dél-floridai bandát vezette.[236] 2003-ban megjegyzik, hogy ő adta a hozzájárulást ahhoz, hogy 2003 októberében 1,5 millió dollárt zsaroljanak ki egy dél-floridai üzletembertől, akit váltságdíjért tartottak fogva a Genovese tag, Francis J. O'Donnell irodájában, és pisztolyt tartottak a fejéhez. A dél-floridai üzletembert összeverték, minden ujja eltört, egyik keze súlyosan megsérült, majd megfenyegették, hogy a következő hétig fizesse ki a pénzt, és arra utaltak, hogy megölik, ha nem tartja be az ígéretet. Azt is megállapították, hogy Ruggiero aktív uzsorásként tevékenykedett, és 40 ügyfelének 52 és 156 százalék közötti kamatot számított fel. 2006-ban 6 másik Genovese-taggal és társsal együtt – köztük az akkor 96 éves Albert Facchianóval – letartóztatták több bűncselekmény, köztük zsarolás, fegyveres rablás és pénzmosás miatt. Elítélése esetén 120 év börtönbüntetés várt volna rá.[237][238] Ruggiero azonban 2007 februárjában együttműködött a hatóságokkal, és a vádalku részeként megszegte az omertát, amikor beismerte, hogy kapcsolatban állt az amerikai maffiával, és hogy a Genovese klán helyi vezéreként szolgált. 2012 februárjában 14 év börtönbüntetésre ítélték, azonban az ügyészek azt javasolták, hogy Ruggiero az együttműködés miatt a büntetés felét töltse le, amit a bíró elfogadott.
- Felix Tranghese – egykori helyi vezér és katona. Tranghese-t 1982-ben Adolfo Bruno javasolta a Genovese klánba való felvételre. 2010-ben együttműködött a rendőrséggel, mivel 2006-ban "félreállították".[239] Beismerte, hogy a Genovese klán magas rangú New York-i tagjaitól megkapta az üzenetet  Adolfo Bruno nyugat-maschusettsi helyi vezér meggyilkolásáról szóló megbízásról, és hogy átadta az üzenetet Bruno embereinek. Azt is elismerte, hogy zsarolásokat és több lövöldözést hajtott végre a Genovese egykori utcai főnöke, Arthur Nigro nevében. 2011-ben és 2012-ben visszatért New Yorkba, hogy tanúskodjon 2 különböző gyilkossági perben, Anthony Arillotta mellett.
- Anthony "Bingy" Arillotta – egykori katona, aki 2010-ben a hatóság tanúja lett Felix Tranghese, a Genovese-Springfield banda egyik tagja mellett. Beismerte, hogy részt vett Adolfo Bruno helyi vezér és sógora, Gary Westerman 2003-as meggyilkolásában. Bűnösnek vallotta magát egy New York-i szakszervezeti főnök meggyilkolásának kísérletében is, ami szintén 2003-ban történt. Tranghese-hez hasonlóan őt is 4 év börtönbüntetésre ítélték, és mindketten Springfieldbe költöztek szabadulásuk után.

## Népszerűsége a médiában

### Sorozat
- Godfather of Harlem (2019)

### Film
- Mobsters (1991)[240]

## Fordítás
- Ez a szócikk részben vagy egészben  a   Genovese crime family című angol Wikipédia-szócikk ezen változatának fordításán alapul.  Az eredeti cikk szerkesztőit annak laptörténete sorolja fel. Ez a jelzés csupán a megfogalmazás eredetét és a szerzői jogokat jelzi, nem szolgál a cikkben szereplő információk forrásmegjelöléseként.